# Bacúrov
Bacúrov – wieś (obec) na Słowacji położona w kraju bańskobystrzyckim, w powiecie Zwoleń. Pierwsze wzmianki o miejscowości pochodzą z roku 1255.
Według danych z dnia 31 grudnia 2012, wieś zamieszkiwało 158 osób, w tym 79 kobiet i 79 mężczyzn.
W 2001 roku rozkład populacji względem narodowości i przynależności etnicznej wyglądał następująco:
- Słowacy – 95,83%
- Czesi – 3,13%
- Węgrzy – 1,04%